# Distretto di Bang Yai
Il distretto di Bang Yai (in thailandese: บางใหญ่) è un distretto (amphoe) della Thailandia situato nella provincia di Nonthaburi.